# Brevipalpus rapii
Brevipalpus rapii är en spindeldjursart som beskrevs av Hasan, Bashir, Wakil och Afzal 2003. Brevipalpus rapii ingår i släktet Brevipalpus och familjen Tenuipalpidae. Inga underarter finns listade.